# Conus daphne
Espèce
Conus daphne est une espèce de mollusques gastéropodes marins de la famille des Conidae.
Comme toutes les espèces du genre Conus, ces escargots sont prédateurs et venimeux. Ils sont capables de « piquer » les humains et doivent donc être manipulés avec précaution, voire pas du tout.

## Description
La taille de la coquille varie entre 23 mm et 52 mm.

## Distribution
Cette espèce marine est présente au large de l'est de l'Indonésie.

## Taxonomie

### Publication originale
L'espèce Conus daphne a été décrite pour la première fois en 1864 par le naturaliste français Amedée Boivin dans la publication intitulée « Journal de Conchyliologie »,.

### Synonymes
- Conus (Phasmoconus) daphne Boivin, 1864 · appellation alternative

## Identifiants taxonomiques
Chaque taxon catalogué par les bases de données biologiques et taxonomiques possède un identifiant qui permet d'établir un point de référence. Les identifiants de Conus daphne dans les principales bases sont les suivants :
AFD : Conus_(Phasmoconus)_daphne - CoL : XX9N - GBIF : 6511293 - IRMNG : 11705973 - TAXREF : 137958 - WoRMS : 429110